# Antonio Baiges
Antonio Baiges Miralles (Reus, 15 de junio de 1796 – Barcelona, 4 de septiembre de 1843) fue un militar liberal español.

## Biografía

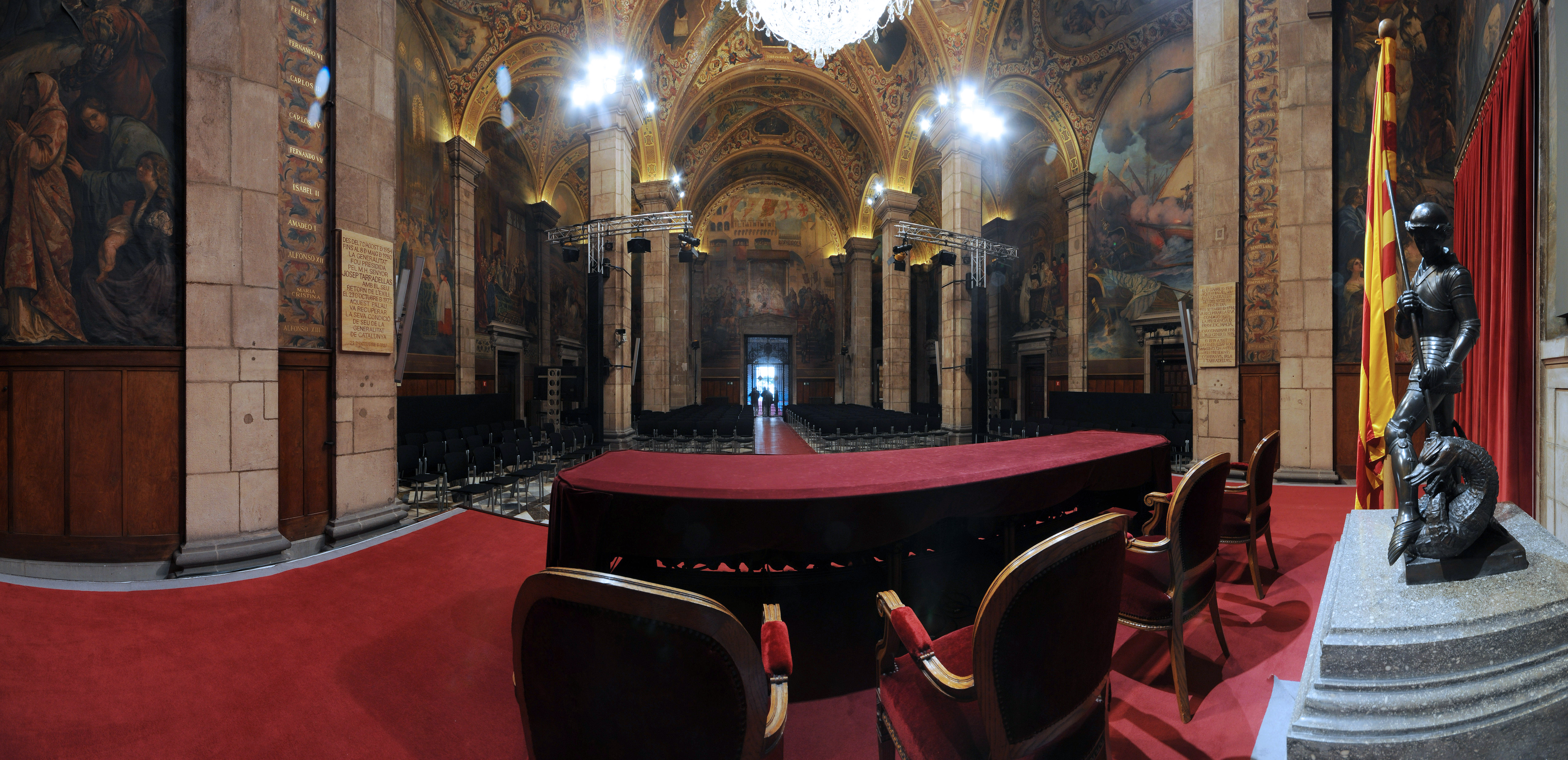
Salón de San Jordi del Palau de la Generalitat de Catalunya. Allí fue expuesto durante tres días el cadáver de Antoni Baiges, tas haber caído en el asalto a la Ciutadella durante la Jamància.

Ingresó en el ejército en 1811 en el cuerpo de Guardia de Corps. Partidario de la constitución durante el Trienio Liberal (1820-1823), al frente de la columna móvil de la Milicia Nacional se enfrentó en numerosas ocasiones a las tropas realistas y alcanzó el grado de coronel de infantería. Al final del Trienio fue desterrado a Menorca, de donde escapó para dirigirse a Gibraltar, y de allí se marchó a La Habana. En 1826 forma parte del Centro Universal de Actividades patrióticas en Londres.
Con el propósito de restablecer el régimen constitucional encabezó en octubre de 1830, junto con dos hijos del anciano general Francisco Milans del Bosch, un intento de invasión por Cataluña al frente de unos 130 hombres portando las banderas tricolores española (roja, amarilla y morada) y francesa. Ocuparon La Jonquera y Agullana pero no encontraron apoyo entre la población por lo que ante la inminencia de un ataque de las tropas realistas optaron por volver a Francia.
Sorprendentemente, al inicio de la Primera Guerra Carlista en 1833 formó parte de la "Junta Realista de Toulouse", y se presentó a Zumalacárregui para participar con sus tropas en la campaña del norte. Al final se retiró a Francia. Se le vuelve a encontrar en Cataluña en 1843, cuando fue concejal en el Ayuntamiento de Reus. Al estallar el "movimiento centralista" contra el gobierno de Madrid, fue nombrado presidente de la Junta Suprema Provisional de la provincia de Barcelona y jefe militar del levantamiento. Baiges, al frente de los suyos, en una fase de lucha enconada, quería apoderarse de la Ciutadella, y un proyectil de artillería le mató en la muralla de Mar. Su cadáver fue expuesto en el Salón de San Jordi del Palacio de la Generalidad de Cataluña durante tres días y, como dijo el periodista reusense Francisco Gras y Elías, «con él perdió la insurrección su principal caudillo y no tardó en ser vencida por las tropas del gobierno».